# Campo de Son Malferit
El campo de Son Malferit es un terreno de juego para la práctica del fútbol de Palma de Mallorca (Islas Baleares, España). Está dotado de césped artificial y su aforo es de unos 1200 espectadores sentados. Allí juega sus partidos el primer equipo femenino del CD Atlético Baleares y sus categorías inferiores de fútbol base.
Está situado en el kilómetro 2, lado mar, de la Carretera de Manacor, poco después del cruce con la Vía de Cintura que circunvala Palma saliendo de la ciudad. Se encuentra en el barrio homónimo y colinda con las barriadas de la Soledad, Estadio Balear y Polígono de Levante pertenecientes al Distrito de Levante de Palma.

## Historia
En 1958 el Ayuntamiento de Palma compró una parcela de 28.700 m² con la intención de construir una zona polideportiva. Se puso la primera piedra el 17 de agosto de 1958, pero el proyecto nunca se realizó. Solo se llevó a cabo el campo de fútbol, inaugurado el 10 de septiembre de 1961, siendo desde entonces sede del CD Soledad hasta su desaparición en 2010. A partir de entonces lo fue del CD Soledad Atlético, refundación del mismo, hasta su desaparición.
El campo fue de propiedad municipal hasta 2014, en que los terrenos fueron adquiridos por la Federación Balear de Fútbol. Entonces se iniciaron las obras de reforma y modernización de las instalaciones y la construcción de un edificio para ubicar la nueva sede de la federación balear. En paralelo, se acordó que el inquilino de las instalaciones deportivas sería a partir de entonces el CD Atlético Baleares.
El terreno de juego fue reinaugurado el 27 de agosto de 2014 y las nuevas dependencias federativas el 23 de abril de 2015.